# Dorohedoro
Dorohedoro (яп. ドロヘドロ) — японська манґа, написана та проілюстрована Кю Хаяшідою. У ній оповідається про рептилоголового Каймана, який втратив пам'ять, та його подругу Нікайдо. Разом вони працюють над відновленням спогадів Каймана, попутно виживаючи у дивному та жорстокому світі.

## Сюжет
Події відбуваються в двох світах. Перший — світ чаклунів, істот схожих з людьми, які здатні створювати всередині свого тіла дим, використовуючи його в якості магії. Другий — світ під назвою Діра. Нетрі, населені простими людьми. Чаклуни використовують Діру як полігон для своїх тренувань, а людей як сировину, над яким можна ставити експерименти або продавати як рабів. Повітря і земля Дірки просякнуті магічними відходами. І ось в один прекрасний день дівчина на ім'я Нікайдо, збирач трупів з Дірки, знаходить тіло жертви чаклуна, який згодом виявляється живим. Його голова була перетворена в морду крокодила, але крім цього під час перетворення він повністю втратив пам'ять. Кайман (як його назвала Нікайдо) за будь-яку ціну вирішив повернути втрачені спогади і разом з Нікайдо попрямував в світ чаклунів на пошуки того, хто його зачарував.
Один з найважливіших аспектів сюжету — паралельний опис двох груп персонажів, Сім'ї Енна і жителів Діри. Перші концентруються навколо Енна, вмілого ділка, за сумісництвом мафіозного боса і могутнього чарівника. Друга - Кайман, головний герой манґи, і Нікайдо, другий головний герой. Однак відмінною рисою манги є не наявність цих двох угруповань, а те, що вони є ворогами. Замість типової схеми протагоніст-антагоніст, автор використовує нестандартний прийом — як чаклуни, так і люди є головними персонажами і викликають симпатію і прихильність читача, не викликаючи при цьому зворотних почуттів по відношенню один до одного.

## Медіа

### Епізоди
| Серія | Назва | Дата виходу     |
| ----- | --- | --------------- |
| 1     | "Кайман" Транскрипція: "Kaiman" (яп.: カイマン) | 12 січня 2020   |
| 2     | "У мішку" Транскрипція: Fukuro no Naka" (яп.: 袋の中) | 19 січня 2020   |
| 2     | "Коли їсиш — мовчи й не диш" Транскрипція: "Shokuji chū wa oshizuka ni" (яп.: 食事中はお静かに)                                                                                          | 19 січня 2020   |
| 2     | "Чарівник сусіднього міста" Транскрипція: "Tonari no Machi no Mahōtsukai" (яп.: 隣の町の魔法使い)                                                                                        | 19 січня 2020   |
| 3     | "Ніч жахів — Дуель! — Перед центральним універмагом" Транскрипція: "Shisha no Yoru ― Kettō!― Chūō Depāto Mae" (яп.: 死者の夜 ― 決闘！― 中央デパート前)                                   | 26 січня 2020   |
| 4     | "Смажена качка з чаклуном" Транскрипція: "Kamo no Rōsuto Mahōtsukai Soe" (яп.: 鴨のロースト魔法使い添え)                                                                                 | 2 лютого 2020   |
| 4     | "Відвідайте бал. Дрескод - вечірнє вбрання"("Будь ласка, йдіть на бал у повній сукні") Транскрипція: "Budōkai He wa Seisō de Okoshi Kudasaimase" (яп.: 舞踏会へは正装でおこし下さいませ) | 2 лютого 2020   |
| 4     | "У Дірі рік змінює рік" Транскрипція: "Yuku Toshi Kuru Toshi in Hōru" (яп.: ゆく年くる年 in ホール)                                                                                      | 2 лютого 2020   |
| 5     | "Кайман у Країні чудес" Транскрипція: "Mahō no Kuni no Kaiman" (яп.: 魔法の国のカイマン)                                                                                                 | 9 лютого 2020   |
| 6     | "Грибочки подані " Транскрипція: "Kinoko no Yama wa Tabezakari" (яп.: キノコの山は食べ盛り)                                                                                              | 16 лютого 2020  |
| 6     | "Перший дим" Транскрипція: "Hajimete no Kemuri" (яп.: はじめてのケムリ) | 16 лютого 2020  |
| 6     | "Елегія каналізації" Транскрипція: "Manhōru Erejī" (яп.:マンホール哀歌 エレジー) | 16 лютого 2020  |
| 7     | "Матч мрії ☆ всіх зірок" Транскрипція: "Ōrusutā ☆ Yume no Kyūen" (яп.:オールスター☆夢の球宴)                                                                                             | 23 лютого 2020  |
| 8     | "Гарний день, аби піти" Транскрипція: "Kaiman" (яп.: カ) | 1 березня 2020  |
| 8     | "Загадковий Ла-Ла-Ла"("Ла-Ла-Ла Монстр") Транскрипція: "Rarara Kaijin-kun" (яп.: ラララ怪人くん)                                                                                         | 1 березня 2020  |
| 8     | "Пишні й розкішні" Транскрипція: "Gōjasu & Morimori" (яп.: ゴージャス＆モリモリ) | 1 березня 2020  |
| 8     | "Ласкаво просимо до Країни Блакитної ночі" Транскрипція: "Burūnaito Rando he Youkoso" (яп.: ブルーナイト・ランドへようこそ)                                                              | 1 березня 2020  |
| 9     | "Ах, Квітковий дим"("Ах,"Дим"") Транскрипція: "Aa, “Hana Kemuri" (яп.: 嗚呼、『花煙』)                                                                                                   | 8 березня 2020  |
| 9     | "Чудовий м'ясний пиріг" Транскрипція: "Kaiman" (яп.: すてきなミートパイ) | 8 березня 2020  |
| 9     | "Поява дивного гриба!!"("Поява рідкісного гриба") Транскрипція: "Kaiman" (яп.: 珍キノコ出現!!)                                                                                           | 8 березня 2020  |
| 10    | "Самотній Кайман" Транскрипція: "Ronrī Kaiman" (яп.: ロンリー・カイマン) | 15 березня 2020 |
| 10    | "Перед жахіттям" Транскрипція: "Naitomea Bifō" (яп.: ナイトメア・ビフォー) | 15 березня 2020 |
| 10    | "Страшні манджю"("Милі Манджю") Транскрипція: "Manjū Kowai" (яп.: まんじゅうコワイ) | 15 березня 2020 |
| 11    | "Бос - убивчі гриби"("Бос") Транскрипція: "ザ・ボス" (яп.: ザ・ボス) | 22 березня 2020 |
| 11    | "Побачимося біля продуктового ларка" Транскрипція: "Yatai de aimashou" (яп.: 屋台で逢いましょう)                                                                                         | 22 березня 2020 |
| 12    | "Спогади про шкільні дні" Транскрипція: "Kaiman" (яп.: 思い出スクールデイズ) | 29 березня 2020 |
| 12    | "Хлопець зустрічає дівчину = бійка!" Транскрипція: "Рожева обіцянка" (яп.: ボーイ ミーツ ガール＝バトル！)                                                                               | 29 березня 2020 |
| 12    | "Рожева обіцянка" Транскрипція: "Yubi Kari Genman" (яп.: ゆびきりげんまん) | 29 березня 2020 |